# Liste der Baudenkmäler in Bruckberg (Mittelfranken)
Auf dieser Seite sind die Baudenkmäler in der mittelfränkischen Gemeinde Bruckberg zusammengestellt. Diese Tabelle ist eine Teilliste der Liste der Baudenkmäler in Bayern. Grundlage ist die Bayerische Denkmalliste, die auf Basis des Bayerischen Denkmalschutzgesetzes vom 1. Oktober 1973 erstmals erstellt wurde und seither durch das Bayerische Landesamt für Denkmalpflege geführt wird. Die folgenden Angaben ersetzen nicht die rechtsverbindliche Auskunft der Denkmalschutzbehörde.
 Diese Liste gibt den Fortschreibungsstand vom 15. April 2020 wieder und enthält dreizehn Baudenkmäler.

## Baudenkmäler nach Gemeindeteilen

### Bruckberg
| Lage                                  | Objekt                                                        | Beschreibung | Akten-Nr.                       | Bild                      |
| ------------------------------------- | ------------------------------------------------------------- | --- | ------------------------------- | ------------------------- |
| Charlottenallee 2 (Standort)          | Ehemalige Apotheke                                            | Zweigeschossiger massiver Walmdachbau mit ein- und zweigeschossigen Pultdachanbauten nach Osten, im Kern 18. Jahrhundert, Anbauten 19./20. Jahrhundert. | D-5-71-122-1 Wikidata           | weitere Bilder            |
| Feuerbachstraße 1 (Standort)          | Ehemalige Schlossbrauerei und Gasthof                         | Zweigeschossiger Massivbau mit nach Süden abgewalmten Satteldach, Zwerchhaus mit Walmdach und Kranbalken sowie schmiedeeisernem Ausleger, im Kern zweite Hälfte 18. Jahrhundert. | D-5-71-122-2 Wikidata           | weitere Bilder            |
| Feuerbachstraße 1 (Standort)          | Scheune                                                       | Satteldachbau mit Halbwalm nach Westen, massivem Sockel und Erdgeschoss mit Fachwerkteilen, im Kern zweite Hälfte 18. Jahrhundert. | D-5-71-122-2 zugehörig Wikidata | weitere Bilder            |
| Kleinhabersdorfer Straße 4 (Standort) | Wohnhaus                                                      | Eingeschossiges Massivhaus mit Halbwalm und Mansarddach, nach 1826. | D-5-71-122-3 Wikidata           | weitere Bilder            |
| Kleinhabersdorfer Straße 5 (Standort) | Wohnhaus                                                      | Zweigeschossiger Fachwerkbau mit Satteldach, massivem Sockel und Zwerchhaus, zweite Hälfte 18. Jahrhundert, Zwerchhaus 19./20. Jahrhundert. | D-5-71-122-4 Wikidata           | BW                        |
| Markgrafenstraße 5 (Standort)         | Ehemaliges Forsthaus                                          | Eingeschossiger Bau mit Halbwalmdach, Giebelgesimsen und Zwerchhäusern mit Walm- bzw. Satteldach in barocker Bautradition, frühes 20. Jahrhundert. | D-5-71-122-6 Wikidata           | weitere Bilder            |
| Mühlweg 5 (Standort)                  | Ehemalige Mühle                                               | Zweigeschossiger Bau mit steilem Satteldach, Schopf, verputztem Fachwerkgiebel, aufgemaltem Quadermauerwerk, bauzeitlicher Haustüre und Konsole unter der Ladeöffnung, im Kern um 1800, rückseitig erweitert.                                                                                       | D-5-71-122-7 Wikidata           | BW                        |
| Mühlweg 5 (Standort)                  | Stall                                                         | Massiver Satteldachbau mit Fledermausgauben, 19. Jahrhundert. | D-5-71-122-7 zugehörig Wikidata | BW                        |
| Mühlweg 5 (Standort)                  | Scheune                                                       | Massiver Satteldachbau mit Halbwalm im Westen, im Kern wohl um 1800. | D-5-71-122-7 zugehörig Wikidata | BW                        |
| Schloßstraße 3 (Standort)             | Ehemaliges Schloss, dann Porzellanfabrik, jetzt Pflegeanstalt | Zweigeschossige Dreiflügelanlage auf hufeisenförmigem Grundriss mit zur Hofseite dreigeschossigen übergiebelten Mittelrisaliten, Mansarddächern, Putzrustika im Erdgeschoss, Ecklisenen und Dachreiter auf dem Nordflügel, zur Gartenseite Rundbogenarkaden, von Karl Friedrich von Zocha, 1727 ff. | D-5-71-122-8 Wikidata           | weitere Bilder            |
| Schlossstraße 3 (Standort)            | Ehemalige Schlossökonomie                                     | Zwei südlich anschließende Nebentrakte, der westliche zweigeschossig mit Mansarddach, der östliche dreigeschossig mit Walmdach, im Kern 18. Jahrhundert, Teile abgebrochen. | D-5-71-122-8 zugehörig Wikidata | Ehemalige Schlossökonomie |
| Schlossstraße 3 (Standort)            | Nebengebäude                                                  | Zweigeschossiger Satteldachbau mit massivem Erdgeschoss und Ober- wie Giebelgeschoss in Fachwerk, im Kern wohl 18. Jahrhundert. | D-5-71-122-8 zugehörig Wikidata | Nebengebäude              |
| Schulweg 2 (Standort)                 | Ehemaliges Wohnstallhaus                                      | Erdgeschossiger Satteldachbau mit massivem Erdgeschoss und Fachwerkgiebel, Wohnteil wohl zweite Hälfte 18. Jahrhundert, im 19./20. Jahrhundert nach Westen erweitert. | D-5-71-122-9 Wikidata           | weitere Bilder            |
| Steinbacher Straße 6 (Standort)       | Ehemaliges Hirtenhaus                                         | Wohnhaus mit integrierter Scheune, erdgeschossiger Bau mit Halbwalmdach und Firstöffnung, Giebelteile in Fachwerk, 18. Jahrhundert. | D-5-71-122-10 Wikidata          | BW                        |
| Zochaweg 3 (Standort)                 | Ehemaliges Wohnstallhaus                                      | Erdgeschossiger Satteldachbau mit Fachwerkgiebel, modern bezeichnet mit „1799“ (?). | D-5-71-122-11 Wikidata          | weitere Bilder            |

### Reckersdorf
| Lage                     | Objekt          | Beschreibung | Akten-Nr.              | Bild           |
| ------------------------ | --------------- | --- | ---------------------- | -------------- |
| Reckersdorf 4 (Standort) | Ehemalige Mühle | Zweigeschossiger Walmdachbau mit Zwerchhaus und zweigeschossigem Wohnhaus mit Satteldach, Mühle wohl erste Hälfte 18. Jahrhundert, Wohnhaus wohl 1787. | D-5-71-122-13 Wikidata | weitere Bilder |

### Wustendorf
| Lage                                        | Objekt       | Beschreibung | Akten-Nr.              | Bild |
| ------------------------------------------- | ------------ | --- | ---------------------- | ---- |
| Wustendorf 9 (Standort)                     | Brücke       | Steinerne, ehemals zwei-, jetzt einjochige Brücke, wohl Mitte 19. Jahrhundert, südlicher Brückenabschnitt erneuert. | D-5-71-122-14 Wikidata | BW   |
| In Wustendorf, Kreisstraße AN 10 (Standort) | Felsenkeller | Vier sichtbare Kellereingänge mit Quadermauerwerk, insgesamt wohl fünf Kellerbauten, wohl 18./19. Jahrhundert.      | D-5-71-122-15 Wikidata | BW   |

## Ehemalige Baudenkmäler
In diesem Abschnitt sind Objekte aufgeführt, die früher einmal in der Denkmalliste eingetragen waren, jetzt aber nicht mehr. Objekte, die in anderem Zusammenhang also z. B. als Teil eines Baudenkmals weiter eingetragen sind, sollen hier nicht aufgeführt werden. Aktennummern in diesem Abschnitt sind ehemalige, jetzt nicht mehr gültige Aktennummern.

| Lage                                    | Objekt            | Beschreibung                                 | Akten-Nr.             | Bild              |
| --------------------------------------- | ----------------- | -------------------------------------------- | --------------------- | ----------------- |
| Bruckberg Markgrafenstraße 3 (Standort) | Zwei Reliefsteine | „1685“ (bezeichnet) und „1936“ (bezeichnet). | D-5-71-122-5 Wikidata | Zwei Reliefsteine |